# کوسکوخائوارینا (توتورا)
کوسکوخائوارینا (به اسپانیایی: Coscojahuarina) یک کوه در پرو است. کوسکوخائوارینا ۴٬۶۲۳ متر بالاتر از سطح دریا واقع شده‌است.